# Eiphosoma fluminense
Eiphosoma fluminense är en stekelart som beskrevs av Costa Lima 1953. Eiphosoma fluminense ingår i släktet Eiphosoma och familjen brokparasitsteklar. Inga underarter finns listade i Catalogue of Life.